# Tussentijdse toets
Een tussentijdse toets of TTT is een proefexamen van het CBR. De rijtest verloopt als een echt rijexamen, zodat de kandidaat aan de situatie kan wennen en de route van het examen alvast een keer kan rijden, waardoor eventuele nervositeit kan afnemen. Ook kan een kandidaat bij een goed verlopen TTT een vrijstelling verdienen bij het rijexamen voor het onderdeel bijzondere manoeuvres.
Onderzoek van de Stichting Wetenschappelijk Onderzoek Verkeersveiligheid (SWOV) heeft uitgewezen dat de slaagkans met twintig procent kan toenemen door een tussentijdse toets.